# Альдеакемада
Альдеакемада (ісп. Aldeaquemada) — муніципалітет в Іспанії, у складі автономної спільноти Андалусія, у провінції Хаен. Населення — 541 особа (2010).
Муніципалітет розташований на відстані близько 230 км на південь від Мадрида, 80 км на північний схід від Хаена.

## Демографія
Динаміка населення (INE ):